# Savage Club

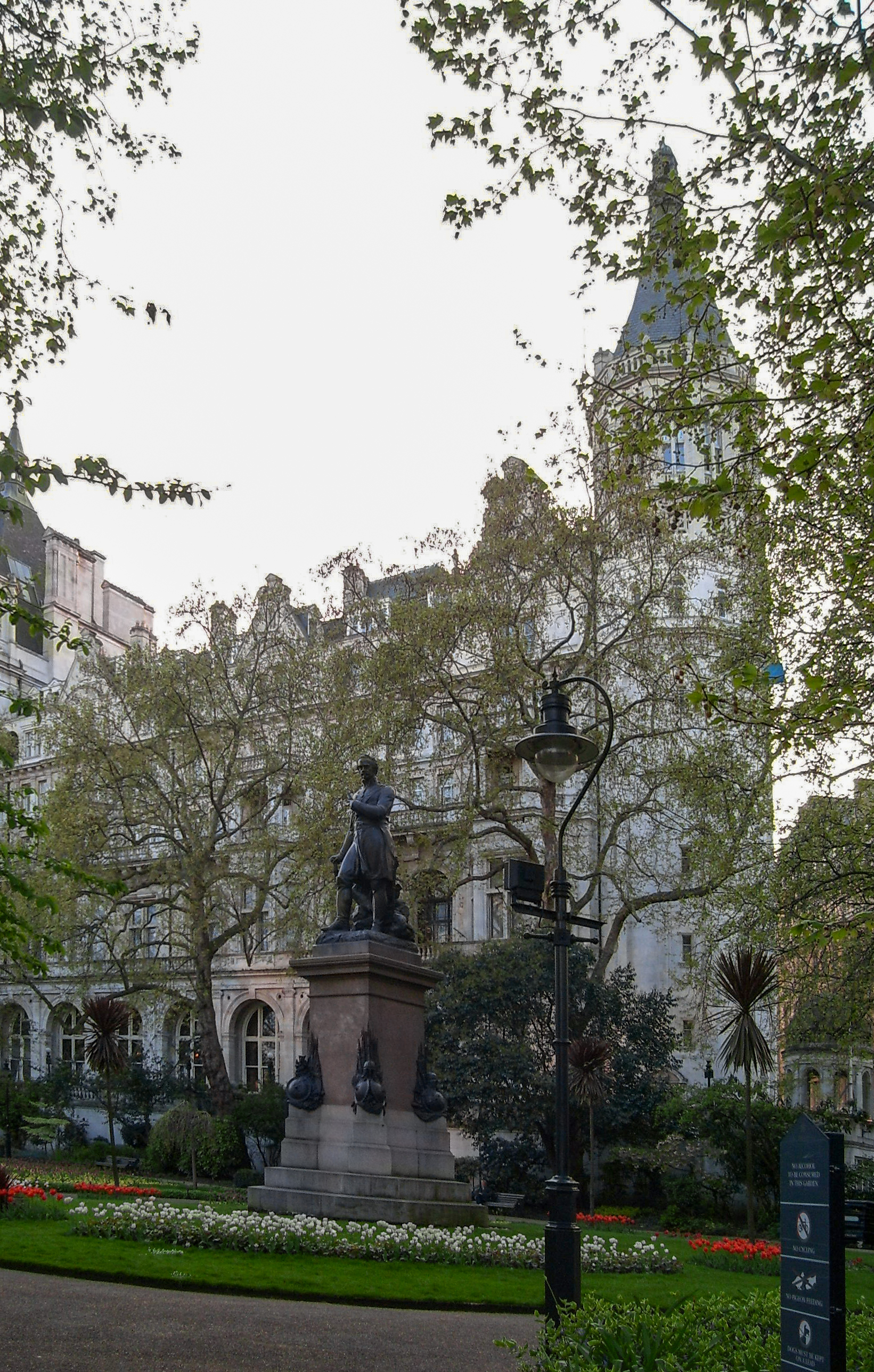
Der Savage Club tagt in den Räumlichkeiten des National Liberal Club, (1 Whitehall Place, London).

Der Savage Club gehört zu den berühmtesten Londoner Gentlemen’s Clubs.
Gegründet wurde er 1857, u. a. gehörten zu den Gründungsmitgliedern der österreichische Schriftsteller Gustav von Franck (1807–1860), die Gebrüder William Brough (1826–1870) und Robert Brough (1828–1860) sowie G. L. Strauss (1807?–1887). Seinen Namen verdankt er dem Schauspieler und Dramatiker Richard Savage, wobei aber gerne auch mit der Bedeutung des Namens („wild“) gespielt wird. Der Sitz des Clubs wurde im Laufe seiner Geschichte mehrfach verlegt und befindet sich heute in 1 Whitehall Place.
Der Club teilt seine Mitglieder je nach Profession bzw. Interesse in sechs Kategorien ein, nämlich Kunst, Drama, Recht, Literatur, Musik und Wissenschaft. Zu den berühmtesten Mitgliedern gehörten Henry Irving, Sergej Rachmaninow, Mark Hambourg, Alexander Fleming, Dante Gabriel Rossetti, Mark Twain, Edgar Wallace, Peter Ustinov, Charlie Chaplin sowie Lord Louis Mountbatten und sein Neffe Prinz Philip. Wie bei vielen Traditionsclubs ist die Mitgliedschaft im Savage’s auch heute noch Herren vorbehalten, doch haben Damen immerhin am Dienstag und Mittwochabend als Gäste Zutritt. Auch werden sie zu den mehrmals jährlich stattfindenden Sonderveranstaltungen eingeladen.
Wie in den Gentlemen’s Clubs üblich, wird auch im Savage’s auf gutes Essen und Trinken sowie auf ein vielfältiges Unterhaltungsangebot großer Wert gelegt.

## Savage-Freimaurerloge
Eine besondere Verbindung pflegt der Savage Club zur Freimaurerloge No. 2190, die 1887 auf Anregung des Prince of Wales, des späteren Königs Eduard VII., als Hausloge des Clubs gegründet wurde. Im Jahre 1882 wurde der damalige Prince of Wales zum Ehrenmitglied des Clubs ernannt. Er schätzte die zwanglose Atmosphäre und nahm mit großem Interesse an den Veranstaltungen des Klubs teil. Er schlug die Errichtung einer Freimaurerloge vor, die seiner Meinung nach eine gute Ergänzung zu den Einrichtungen des Savage-Clubs wäre.
Am 3. Dezember 1886 schrieb Thomas Catling, der Herausgeber von Lloyd’s News, dem Generalsekretär der Vereinigten Großloge von England folgende Zeilen:
Ein lang gehegter Gedanke auf Seiten vieler Mitglieder des Savage Club hat Gestalt angenommen: Die Gründung einer Freimaurerloge. Der Savage Club, das ist eine Institution für die Vereinigung von Gentlemen, die beruflich mit Literatur, Kunst, Theater und Wissenschaft verbunden sind. Der Club besteht nun in vollem Umfang aus 400 Mitgliedern, ein Viertel von ihnen sind Freimaurer.
Als Anlage zum  Brief war eine formelle Petition an den Grand Master für die Gründung der neuen Loge beigefügt. Die Unterzeichner waren u. a. Sir Francis Wyatt Truscott, Präsident der Society of Artists of Great Britain und später der erste Logenmeister der neuen Loge, sowie Sir John Somers Vine, der Sekretär des Savage Club.
Die Loge des Savage Club war in ihrer Gründungsphase sehr erfolgreich. In ihrem ersten Jahr wurden elf Sitzungen abgehalten, und im folgenden Jahr weitere zehn. Bis Ende 1890 war die Anzahl der Mitglieder auf 124 gestiegen. Man trug dem Prince of Wales an, Ehrenmitglied zu werden. Er lehnte dieses Angebot zwar ab, schenkte aber der Loge einen Zeremonialhammer für den Einsatz bei Sitzungen und Tempelarbeiten. Dieser Hammer war von Königin Victoria anlässlich der Grundsteinlegung für das Imperial Institute in South Kensington benutzt worden.
Bis heute existiert keine formelle Verbindung zwischen dem Savage Club und der Savage-Freimaurerloge. Die Savage-Loge und ihre Besucher genießen traditionelle Savage Bohème und nutzen die Club-Lokalität in Whitehall. Ebenso sind die Logenmitglieder an den Sitzungen in Covent Garden beteiligt. Mitglieder der Loge sind auch immer auf den häufigen Club-Events eingeladen.
Die Gründer der Savage Club Loge:
- Sir Francis Wyatt Truscott
- John Maclean
- Sir J. R. Somers Vine
- Thomas Catling
- Sir Henry Irving
- Archibald McNeill
- W. E. Chapman
- Raymond Tucker
- Thomas Burnside
- Earl of Dunraven, PC, KP
- John Paige